# Bürgermeisterei Zerf
Die Bürgermeisterei Zerf war eine von ursprünglich zwölf preußischen Bürgermeistereien, in die sich der 1816 neu gebildete Kreis Saarburg im Regierungsbezirk Trier verwaltungsmäßig gliederte. Von 1822 an gehörte sie zur Rheinprovinz. Der Verwaltung der Bürgermeisterei unterstanden fünf Gemeinden. Der Verwaltungssitz war im namensgebenden Ort Zerf, heute eine Ortsgemeinde im Landkreis Trier-Saarburg in Rheinland-Pfalz.
1927 wurde die Bürgermeisterei Zerf in Amt Zerf umbenannt, das bis 1935 bestand.

## Gemeinden und zugehörige Ortschaften
Zur Bürgermeisterei Zerf gehörten folgende Gemeinden (Einwohnerzahlen Stand 1843):
- Baldringen (22 Häuser, 149 Einwohner)
- Greimerath mit dem Weiler Panzhaus und der Siedlung Groswald (101 Häuser, 587 Einwohner)
- Hentern mit zwei Mühlen (44 Häuser, 261 Einwohner)
- Schömerich mit den Höfen Kümmeln und dem Wirtshaus Steinbachsweier (23 Häuser, 128 Einwohner)
- Zerf, bestehend aus den Dörfern Niederzerf, Oberzerf und Frommersbach, dem Kalfertshaus und einem Forsthaus (162 Häuser, 965 Einwohner)

## Geschichte
Alle Ortschaften im Verwaltungsbezirk der Bürgermeisterei Zerf gehörten bis zum Ende des 18. Jahrhunderts zum Amt Saarburg im Kurfürstentum Trier und waren Teil der Irscher Pflege. Nach dem Jahr 1792 hatten französische Revolutionstruppen das Linke Rheinufer besetzt und nach dem Frieden von Campo Formio (1797) in das französische Staatsgebiet eingegliedert. Im Jahr 1798 wurde die damals neue französischen Verwaltungsstruktur eingeführt, Zerf wurde Verwaltungssitz der gleichnamigen Mairie im Kanton Saarburg des Departments der Saar. Infolge der sogenannten Befreiungskriege wurde die Region 1814 vorläufig dem Generalgouvernement Mittelrhein, dann einer österreichisch-bayerischen Verwaltung unterstellt. Der Kanton Saarburg wurde anders als das übrige Gebiet des Linken Rheinufers auf dem Wiener Kongress (1815) zunächst Österreich zugeteilt. Im Zweiten Pariser Frieden trat Österreich mit Wirkung vom 1. Juli 1816 neben anderen Gebieten den Kanton an das Königreich Preußen ab.
Unter der preußischen Verwaltung wurden im Jahr 1816 Regierungsbezirke und Kreise neu gebildet, linksrheinisch behielt Preußen in der Regel die Verwaltungsbezirke der französischen Mairies vorerst bei. Die Bürgermeisterei Zerf entsprach insoweit der vorherigen Mairie Zerf. Die Bürgermeisterei Zerf gehörte zum Kreis Saarburg im Regierungsbezirk Trier und ab 1822 zur Rheinprovinz.
Die Bürgermeisterei Zerf wurde 1927, so wie alle Landbürgermeistereien in der Rheinprovinz, aufgrund des preußischen Gesetzes über die Regelung verschiedener Punkte des Gemeindeverfassungsrechts vom 27. Dezember 1927 in „Amt Zerf“ umbenannt. 1935 wurde das Amt Zerf mit dem Amt Saarburg-Ost vereinigt, alle ursprünglich zur Bürgermeisterei Zerf gehörenden Gemeinden sind seit 1970 als weiterhin eigenständige Gemeinden verwaltungsmäßig der Verbandsgemeinde Kell am See zugeordnet. Diese ging am 1. Januar 2019 in der Verbandsgemeinde Saarburg-Kell auf.

## Statistiken
Nach einer „Topographisch-Statistischen Beschreibung der Königlich Preußischen Rheinprovinzen“ aus dem Jahr 1830 gehörten zur Bürgermeisterei Zerf drei Dörfer, fünf Weiler und eine Mühle. Im Jahr 1816 wurden insgesamt 1.326 Einwohner in 210 Haushalten gezählt, 1828 waren es 1.668 Einwohner, alle gehörten dem katholischen Glauben an.
Weitere Details entstammen dem „Gemeindelexikon für das Königreich Preußen“ aus dem Jahr 1888, das auf den Ergebnissen der Volkszählung vom 1. Dezember 1885 basiert. Im Verwaltungsgebiet der Bürgermeisterei Zerf lebten insgesamt 2.246 Einwohner in 421 Häusern und 422 Haushalten; 2.204 der Einwohner waren katholisch, 11 evangelisch, 30 gehörten dem jüdischen Glauben an, einer wurde als konfessionslos registriert. Katholische Pfarreien bestanden in Greimerath, Hentern und Zerf, die evangelischen Gläubigen waren der außerhalb liegenden Pfarrei in Merzig zugeordnet. Die 30 jüdischen Einwohner lebten hauptsächlich in Zerf.
1885 betrug die Gesamtfläche der zur Bürgermeisterei gehörigen Gemeinden 5.357 Hektar, davon waren 1.116 Hektar Ackerland, 351 Hektar Wiesen und 3.557 Hektar Wald.